# Pelasgo (hijo de Foroneo)
En la mitología griega, Pelasgo (en griego antiguo: Πελασγός) es un personaje vinculado a la estirpe argiva y descendiente de Foroneo. Pelasgo posee diferentes variantes.
Helánico nos dice que Pelasgo, Yaso y Agénor eran los tres hijos de Foroneo (sin especificar la madre) que se repartieron el reino paterno cuando éste murió.Otros dicen que Pelasgo era hijo de Foroneo y hermano de Apis pero tampoco se cita la identidad de su madre. Sea como fuere Pelasgo fundó la ciudad de Argos en el Peloponeso y le enseñó a sus gentes la agricultura. Se dice que acogió a Deméter en su casa cuando ésta vagaba por el mundo y una tal Crisántide, que conocía el rapto de Core, se lo contó a la diosa.
Higino nos dice, en un pasaje genealógico que se ha conservado muy corrupto, que de Tríopas y una tal Oreáside (cuyo nombre también está corrupto) nacieron Pelasgo e Ínaco (probablemente refiriéndose a Yaso). Y que de Pelasgo fue hija la epónima Larisa.En un escolio se nos dice que la madre de Pelasgo y Yaso fue una tal Sois.Pausanias dice que el santuario de Deméter estaba en el ágora de Argos, y que no lejos estaba la tumba de Pelasgo.
Finalmente otra versión dice que Pelasgo también era otro nombre de Gelánor.